# Alisa Kulyk
Alisa Kulyk (17 de abril de 2008) es una deportista ucraniana que compite en natación sincronizada. Ganó dos medallas de plata en el Campeonato Europeo de Natación Artística de 2025, en las pruebas equipo técnico y rutina acrobática.

## Palmarés internacional
| Campeonato Europeo | Campeonato Europeo | Campeonato Europeo | Campeonato Europeo |
| Año                | Lugar              | Medalla            | Prueba             |
| ------------------ | ------------------ | ------------------ | ------------------ |
| 2025               | Funchal (Portugal) | Medalla de plata   | Equipo técnico     |
| 2025               | Funchal (Portugal) | Medalla de plata   | Rutina acrobática  |